# Charles Mayo Ellis
Charles Mayo Ellis (* 23. Dezember 1818 in Boston; † 26. Januar 1878 in Brookline, Massachusetts) war ein US-amerikanischer Jurist und Philosoph.
Ellis war Anwalt in Boston und einer der wenigen prominenten Anwälte im Boston seiner Zeit, die offen gegen Sklaverei waren. Er vertrat unter anderem den geflüchteten ehemaligen Sklaven Anthony Burns.
Von ihm stammt eine History of Roxbury town und ein Essay on Transcendentalism (1842). Wie Henry David Thoreau und Ralph Waldo Emerson gehörte er zur transzendentalistischen Bewegung in der amerikanischen Philosophie. Sein Essay fasste die Ideen der Bewegung zusammen.

## Schriften
- An essay on transcendentalism (1842), Faksimile mit Einleitung von Walter Harding, Gainesville/Florida, Scholars Facsimiles & Reprints 1954
- Ein Essay über den Transzendentalismus (deutsch/englisch), Hrsg. Fabian Mauch, Philosophische Bibliothek 735, Felix Meiner 2020
- The history of Roxbury town, Boston: Samuel G. Drake 1847
- The memorial address on Abraham Lincoln: delivered at the hall of the Mechanics' Institute, Saint John, N.B., June 1, 1865, at the invitation of the citizens, Saint John: J. & A. McMillan 1865